# Паздеринское
Пазде́ринское  — деревня в Шашковской сельской администрации Назаровского сельского поселения Рыбинского района Ярославской области .
Деревня расположена левом берегу Волги, на расстоянии менее 1 км к юго-востоку от центра сельской администрации посёлка Шашково и на расстоянии около 500 м от берега Волги. По северной окраине деревни проходит автомобильная дорога Шашково-Тутаев .
В окрестностях деревни находятся археологические памятники: стоянка VII-VI тыс. до н.э., стоянка и селище VII—II тыс. до н.э. Они объявлены памятниками истории и культуры Рыбинского района .
На плане Генерального межевания Романовского уезда 1790 года указаны две деревни: Большая и Малая Поздерина, Большая стоит на восточном, левом берегу небольшого ручья, там где находится современная деревня, Малая находится на противоположном западном берегу ручья. После объединения уездов в 1822 году деревня относилась к Романово-Борисоглебскому уезду. В списке 1865 года она указана Паздеринское .

На 1 января 2007 года в деревне числилось 16 постоянных жителей . Почтовое отделение Шашково обслуживает в деревне Паздеринское 23 дома .